# Hafslund
Hafslund est une localité de la municipalité de Sarpsborg, dans le comté d'Østfold, en Norvège.

## Description
Hafslund est un arrondissement de la municipalité de Sarpsborg situé au sud-est du centre-ville et à l'est de Glomma. Plus près de la rivière se trouve le manoir de Hafslund, avec le bâtiment principal de 1761, l'église de Hafslund de 1891, la gare de Hafslund et deux centrales électriques près de la cascade.

## Galerie

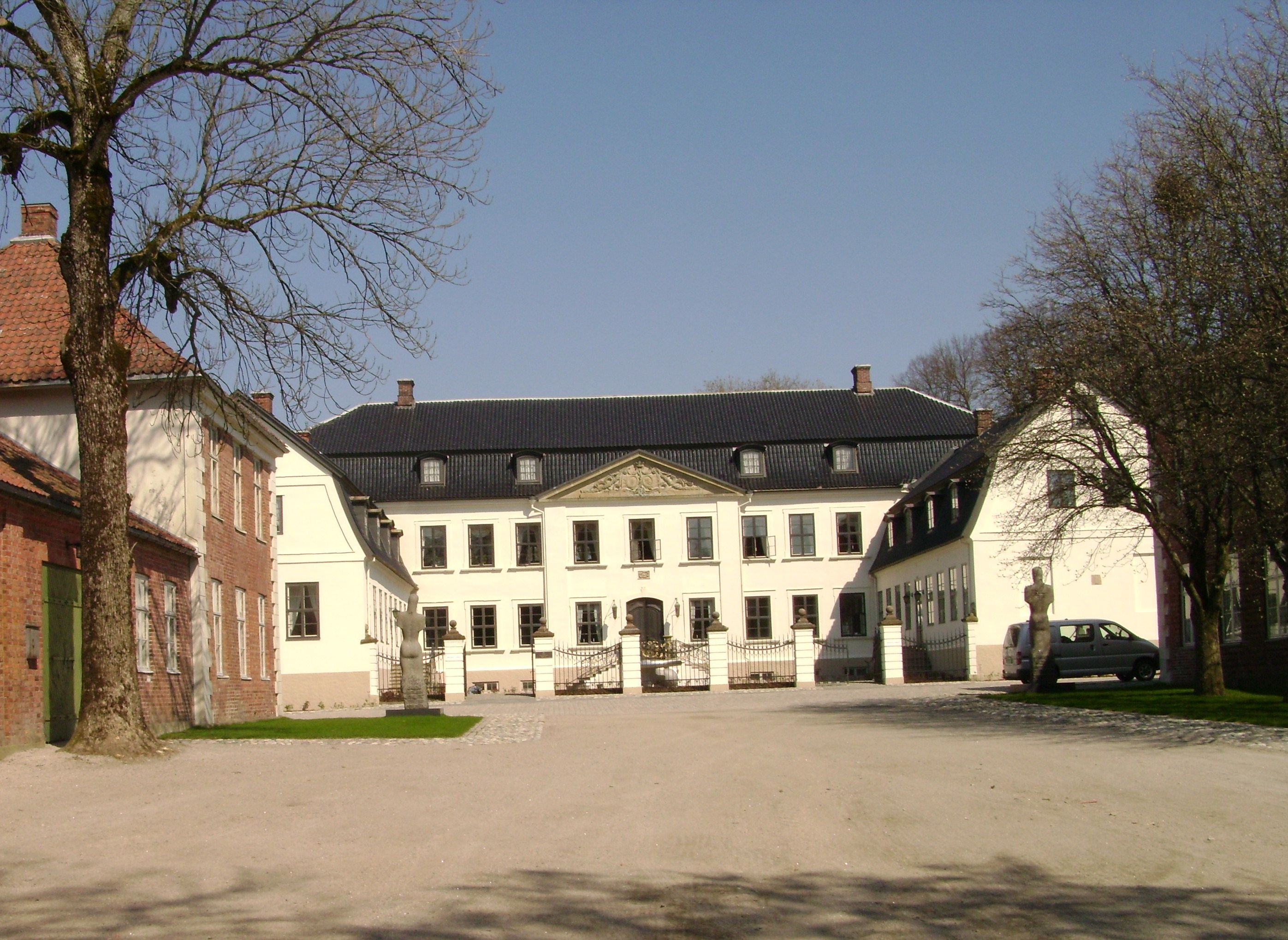
Manoir d'Hafslund
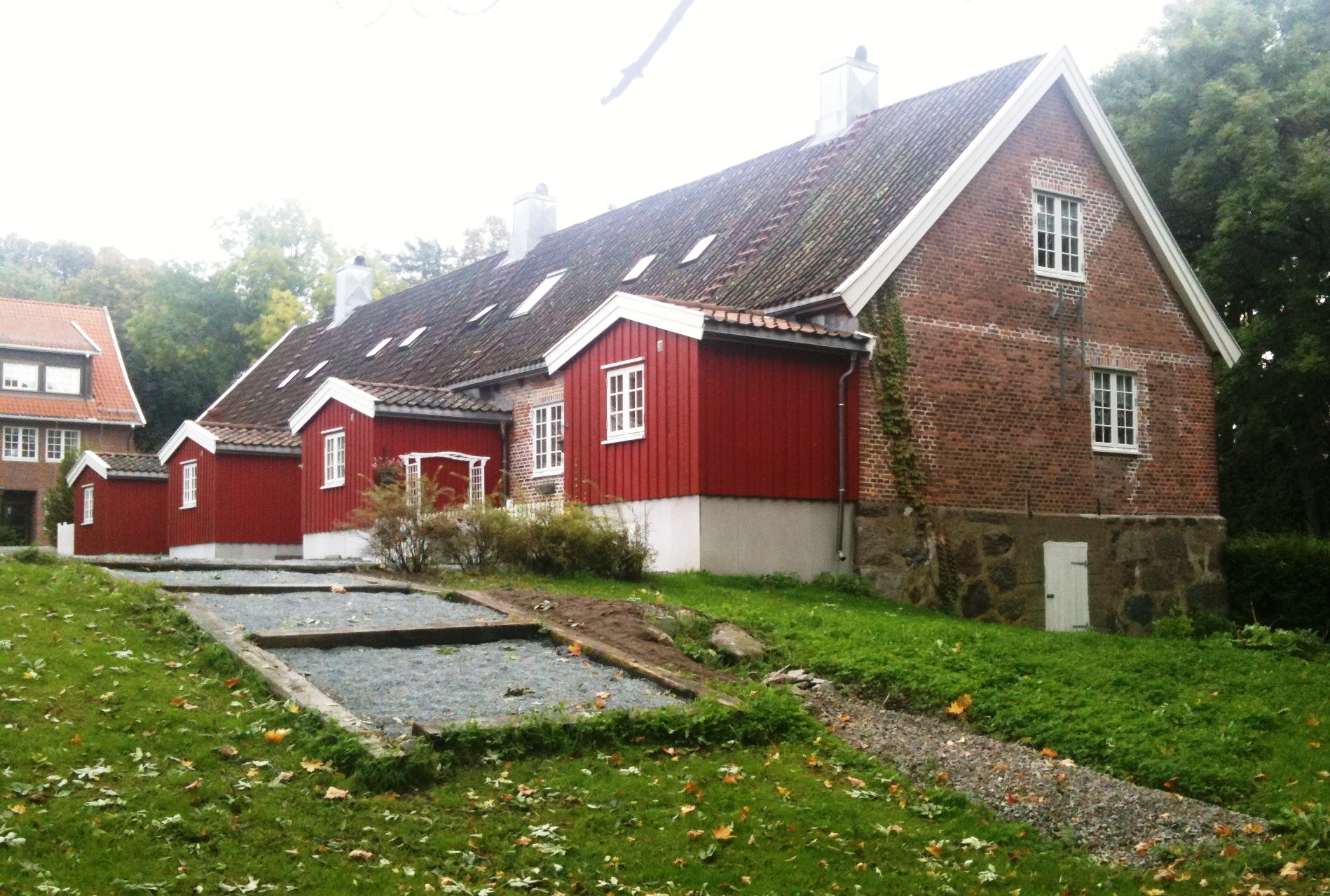
Maisons du manoir